# John Lounge
John Michael Lounge (Denver, 28 juni 1946 – 1 maart 2011) was een Amerikaans ruimtevaarder. Lounge’s eerste ruimtevlucht was STS-51-I met de spaceshuttle Discovery en vond plaats op 27 augustus 1985. Tijdens de missie werden drie communicatiesatellieten in een baan rond de Aarde gebracht.
In totaal heeft Lounge drie ruimtevluchten op zijn naam staan. In 1995 verliet hij NASA en ging hij als astronaut met pensioen. Hij overleed in 2011 aan de gevolgen van leverkanker.
1. ↑  https://fr.findagrave.com/memorial/66483560/john-michael-lounge; Find a Grave; geraadpleegd op: 11 januari 2021; Find a Grave-identificatiecode voor graf: 66483560.